# St. Vitus (Wermerichshausen)

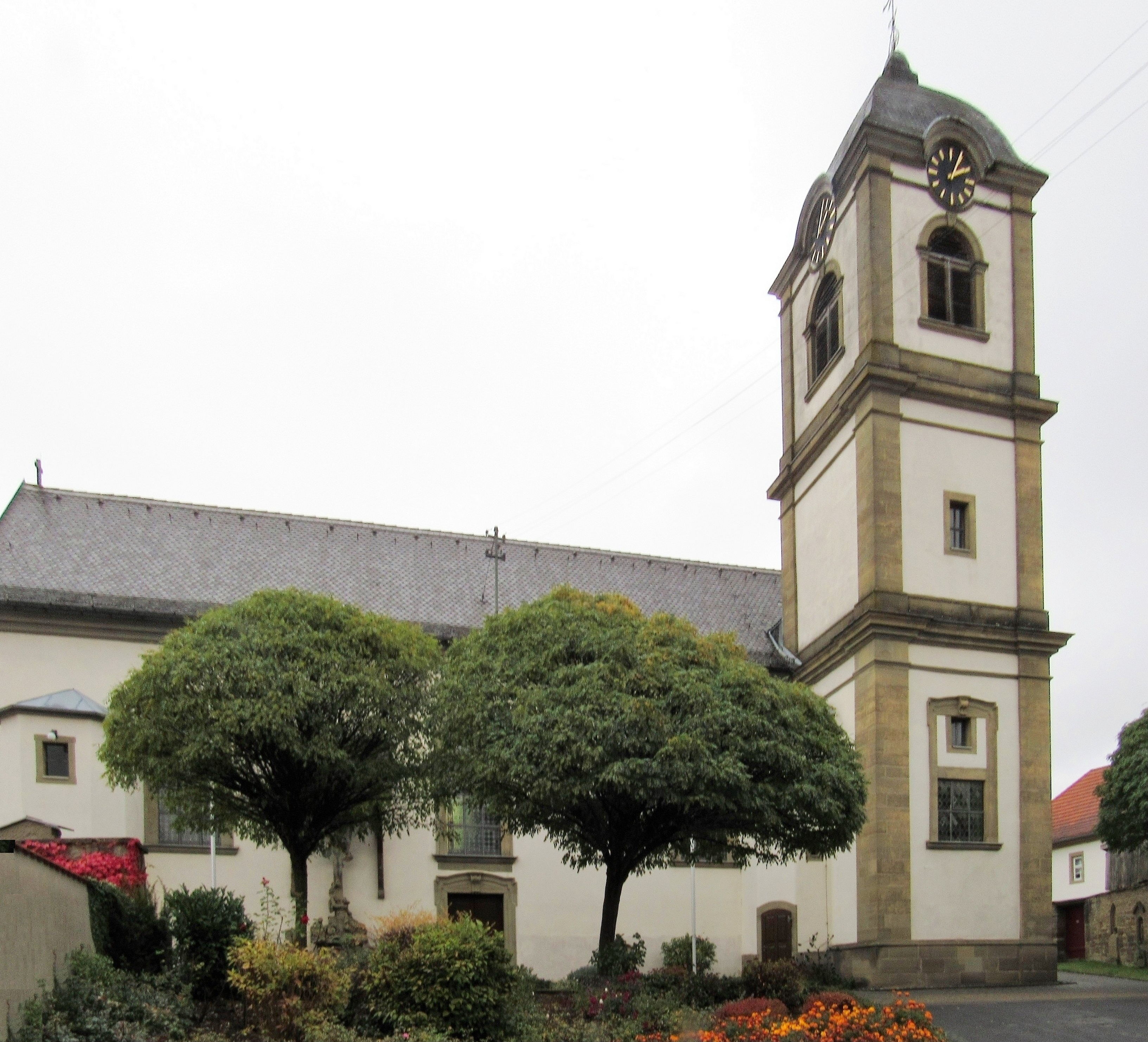
Kirche St. Vitus in Wermerichshausen

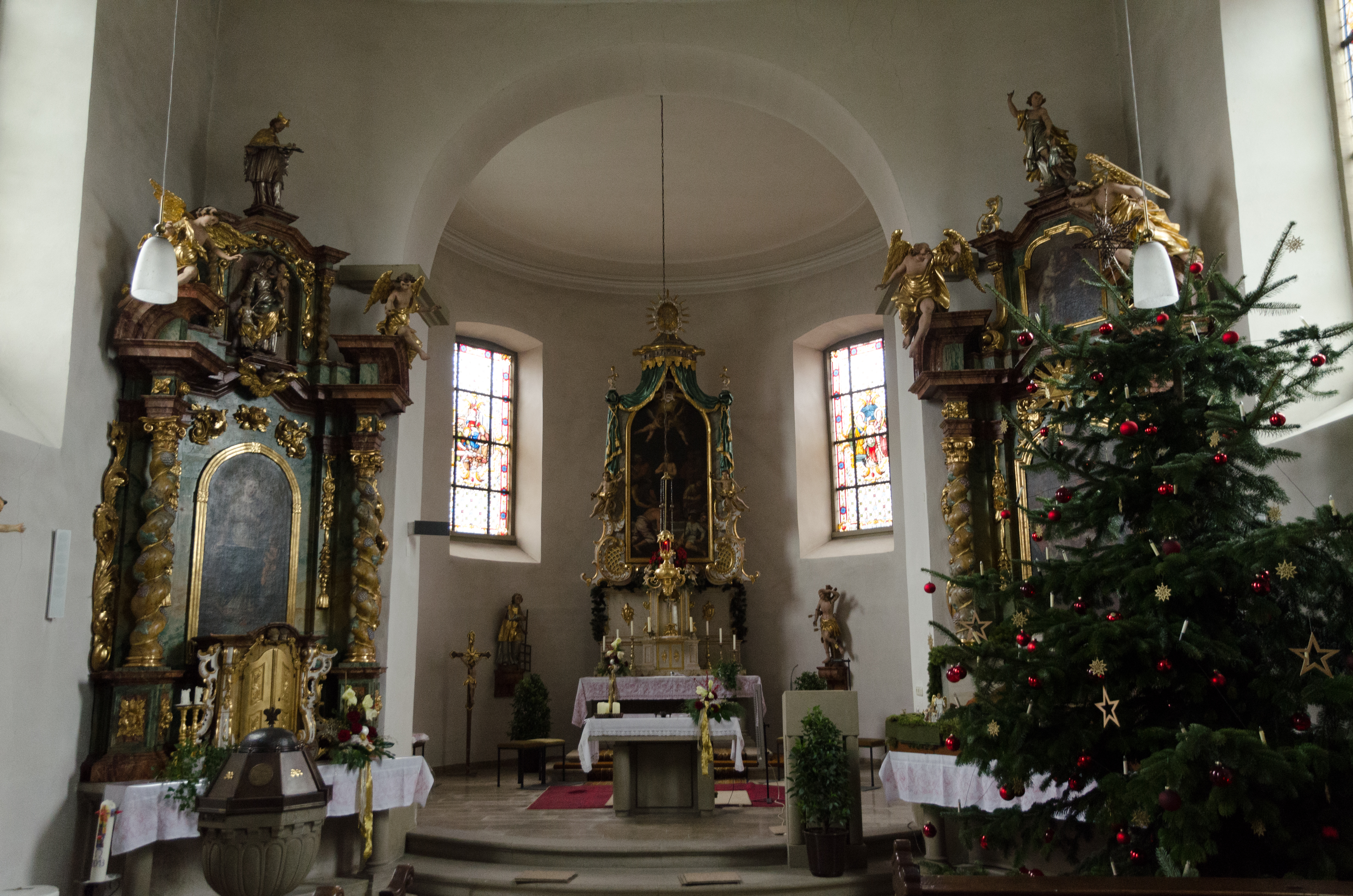
Inneres der Kirche

Die römisch-katholische Pfarrkirche St. Vitus ist die Dorfkirche von  Wermerichshausen, einem Stadtteil von Münnerstadt im unterfränkischen Landkreis Bad Kissingen. Sie gehört zu den Baudenkmälern von Münnerstadt und ist unter der Nummer
D-6-72-135-225 in der Bayerischen Denkmalliste eingetragen.

## Geschichte
Die Pfarrei Wermerichshausen wurde im Jahr 1180 gegründet. Im 10. oder 11. Jahrhundert bestand eine romanische Kirche im Dorf.
Das Langhaus wurde 1601 auf ihren Resten errichtet. Der Chor entstand 1710 zeitgleich mit einer Umgestaltung des Langhauses. Der Kirchturm wurde in der ersten Hälfte des 19. Jahrhunderts nach einem Blitzschlag im neubarocken Stil erneuert.

## Beschreibung und Ausstattung
Das Langhaus besitzt drei Fensterachsen, der östliche Chor drei Fenster. Die Fenster haben Segmentbögen. Der  dreigeschossige Turm steht an der Südseite. Die Sakristei ist an der Nordseite angebaut. Am Hochaltar im Stil des Rokoko (um 1750) ist das Martyrium des heiligen Vitus dargestellt. Daneben befinden sich Figuren der Heiligen Laurentius und Sebastian. Die Seitenaltäre mit gedrehten Säulen wurden 1710 geschaffen, ebenso die Kanzel mit den vier Evangelisten zwischen gleichfalls gedrehten Säulen. Der Taufstein vor dem linken Seitenaltar stammt aus dem Jahr 1597. Die Orgel steht auf der westlichen Empore.